# 福克 (阿肯色州)
福克（英語：Fouke）是一個位於美國阿肯色州米勒縣的城市。

## 地理
福克的座標為33°15′39″N 93°53′12″W / 33.26083°N 93.88667°W，而該地的平均海拔高度為95米（即312英尺）。

## 人口
根據2020年美國人口普查的數據，福克的面積為3.51平方千米，皆為陸地。當地共有人口808人，而人口密度為每平方千米264人。